# Selbsthilfeliteratur
Der Begriff Selbsthilfeliteratur (auch Ratgeberliteratur) umfasst Skriptmedien, die der selbstständigen Erarbeitung von Lösungen für Probleme dienen sollen. Es kann sich dabei um reale oder empfundene persönliche Probleme handeln.
Die Spannweite reicht von medizinischen bzw. heilkundlichen über esoterische Inhalte bis hin zu Managementratgebern. Besonders in letzterem Feld werden Ideologien dargelegt, wie sie auch von Motivationstrainern, Unternehmensberatern und Consultants verbreitet werden, die nicht selten zugleich als Autoren auftreten.
Auch für spezielle Berufsgruppen finden sich zahlreiche Veröffentlichungen, in denen es um Optimierung der Produktivität oder Jobzufriedenheit geht, für Programmierer z. B. der Personal Software Process.
Das moderne Phänomen Selbstoptimierung – mit Hilfe moderner Informations- und Kommunikationstechnik – kann im Zusammenhang mit dieser Konzentration auf das eigene Selbst gesehen werden.

## Geschichte
Bereits in der Barockzeit wurden sogenannte Fleckenkünstler vertrieben.
Von einer Nischenposition wuchs der Markt in der zweiten Hälfte des 20. Jahrhunderts stark an.
Als eines der ersten Bücher des Genres gilt der damalige Bestseller „Self-Help“ von Samuel Smiles aus dem Jahr 1859.
Selbsthilfebücher stehen teilweise in der Tradition der klassischen Benimmbücher, wie sie seit dem Spätmittelalter bis ins 20. Jahrhundert existierten. Während dort die Einbettung des Individuums in sein soziales Umfeld die Vorrangstellung einnimmt, konzentrieren sich heutige Selbsthilfebücher eher auf das Individuum als solches, häufig mit Glücksversprechen verbunden („Mehr Glück/Erfolg/Reichtum durch...“).
Im Nachkriegs-Deutschland gab es eine Übergangsphase der Betonung von äußerlich sichtbarem (Wohn-)Stil, Geschmack und Sauberkeit als Basis für ein gutes Leben (Schöner wohnen, Die gute Ehe, Einmaleins des guten Tons).

## Kritik
Selbsthilfeliteratur bietet selten wissenschaftlich fundierte oder technisch anspruchsvolle Anleitungen. Sie konzentriert sich vielmehr auf Wege, die man wie mit Hausmitteln (Autosuggestion, Meditation, verhaltenstherapeutische Methoden) erreichen kann und ist somit oft klar von Fachliteratur abzugrenzen, auch wenn beide in Buchläden nicht klar abgetrennt gerne dem Sachbuchbereich zugeordnet werden. Insbesondere bei psychologischen Methoden ist das Qualitätsspektrum sehr groß und das Risiko von Rückschlägen, auf das nicht immer hingewiesen wird, hoch.
Im Gegensatz zu Selbsthilfegruppen sind geschriebene Ratgeber kommunikative Einbahnstraßen, der Autor gibt die Ideen vor, der Leser perzipiert und folgt den Anweisungen. Ein konstruktiver Austausch ist in der Regel nicht möglich.

## Propagierte Methodiken
Im Zuge der Individualisierung der Gesellschaft kann man häufig Ermunterungen lesen, fremdgesetzte „Grenzen zu überwinden“, „Regeln zu brechen“ o. ä. Damit wird eine Art Gegenbewegung oder ein Gegen-den-Strom-Schwimmen suggeriert, auch wenn sich die Bücher natürlich an ein möglichst großes Publikum wenden.
Auf mögliche Anstrengungen auf dem Weg wird mit dem Tipp hingewiesen, sich aus der „Komfortzone“ herausbewegen zu müssen, um Neues (z. B. ein „neues Leben“) beginnen zu können.
Eine neue, postmoderne, Hinwendung zu Ritualen ist bei Ratgebern stark im Trend, die der Entspiritualisierung der tagtäglichen Lebenswelt anscheinend widerspricht.
Eine Reihe von – oft im Selbstverlag herausgegeben – Ratgebern propagiert indirekt den Einstieg in Schneeballsysteme im Dialog- oder Direktmarketing als Leitfaden für den Erfolg. Die Methodik wird aus offensichtlichen Gründen – der Leser soll als Zuträger in das System einsteigen – nicht direkt benannt, vielmehr wird das potenzielle individuelle Glück in den Vordergrund gerückt; auch hier werden Risiken der Methode verschwiegen.
Manche Bücher werden ergänzt durch (kostenpflichtige) Angebote für weiterführende interaktive Seminare, Workshops etc., sind also als Teaser und Einstieg in ein zunächst für den Autor lukratives Geschäftsmodell zu begreifen.
Hinter manchen Veröffentlichungen stecken größere – auch esoterische – Weltsichten und Philosophien, so dass der Autor nicht ausschließlich aus eigener Warte berichtet. Zu den größeren nicht- oder pseudowissenschaftlichen Bewegungen mit zahlreicher Literatur zählen u. a. Theosophie, Positives Denken, Neugeist-Bewegung, Human Potential Movement, Dianetik, Neurolinguistische Programmierung, Pick-Up, Gesetz der Anziehung. Auch hinter seriösen Publikationen stecken häufig implizit bestimmte Schulen, gerade bei psychologischen Ratgebern, d. h., die vorgeschlagene (Selbst-)Therapie wird pauschal und nicht unbedingt dem Leser und seinen spezifischen Problemen angepasst, aufgepfropft.

## Teilbereiche
Beziehungsratgeber wie John Grays Werke erreichen Millionenauflagen.
Unter die Autoren, die die Konzentration auf das Ich zur Überwindung von Selbstzweifeln betonen, z. B. einen positiven Egoismus, fällt u. a. der 2016 verstorbene Josef Kirschner.

Mit diversen Ratgebern zur generellen Vereinfachung des Lebens ist in Deutschland Werner Tiki Küstenmacher („Simplify your life“) erfolgreich geworden.
Intensiv beworben werden Alternative Medizin und Selbstheilung gerade bei Themen wie Krebs, Burnout-Syndrom, Altern etc.
Gegen das Messie-Syndrom oder Unordnung anzugehen, ist ein Erfolgsrezept der japanischen Autorin Marie Kondo.
Stressmanagement ist ein großes Thema, dem gerne mit Vereinfachungs- und Zeitmanagement-Methoden begegnet wird.
Wege zu allgemeinem und beruflichem Erfolg wurde sehr erfolgreich u. a. von Dale Carnegie beworben.
Als weniger spezielle Form der Ratgeber können Werke gelten, die Positives Denken, Selbstfindung, Selbstmanagement und Selbstverwirklichung sowie die Wege dahin propagieren.

## Autoren
| Autor                    | Beruf                       | Bekanntes Buch | Zielrichtung                      |
| ------------------------ | --------------------------- | --- | --------------------------------- |
| Rhonda Byrne             |                             | The Secret | Neugeist-Bewegung                 |
| Richard Carlson          |                             | Alles kein Problem! Das Buch für alle, die sich nicht so leicht verrückt machen lassen wollen Taschenbuch (1998)                | Stressmanagement                  |
| Dale Carnegie            | Motivationstrainer          | Wie man Freunde gewinnt | Erfolg                            |
| Robert Collier           |                             | Wo ein Wille ist ... |                                   |
| Marie Kondō              |                             | Magic Cleaning: Wie richtiges Aufräumen Ihr Leben verändert                                                                     | Ordnung, Einfachheit              |
| Raphael Cushnir          | Autor                       | Freude am Leben. Strategien für einen klugen Umgang mit Krisen.                                                                 | Lebensfreude                      |
| Wayne Dyer               | Psychologe                  | Der wunde Punkt. Die Kunst nicht unglücklich zu sein. Zwölf Schritte zur Überwindung unserer seelischen Problemzonen            | Selbstfindung, Lebensfreude       |
| Timothy Ferriss          | Unternehmer                 | Die 4-Stunden-Woche | Zeitmanagement, Erfolg            |
| John Gray                | Psychologe                  | Männer sind anders. Frauen auch. Männer sind vom Mars, Frauen sind von der Venus                                                | Beziehungen                       |
| Jürgen Hargens           | Psychologe                  | Bitte nicht helfen! Es ist auch so schon schwer genug: (K)ein Selbsthilfebuch                                                   | Beziehung, Diverse                |
| Louise Hay               | Autorin                     | Heile deinen Körper: Seelisch-geistige Gründe für körperliche Krankheit und ein ganzheitlicher Weg, sie zu überwinden           | Heilung                           |
| Napoleon Hill            | Jurist                      | Denke nach und werde reich (1937)                                                                                               | Erfolg, Reichtum                  |
| L. Ron Hubbard           | Autor (Science Fiction)     | Dianetik (1950) | Erfolg, Reichtum                  |
| Spencer Johnson          | Psychologe                  | Die Mäusestrategie für Manager (1998)                                                                                           | Motivation, Selbsthilfe           |
| Josef Kirschner          | Journalist                  | Die Kunst, ein Egoist zu sein (1976)                                                                                            | Selbstfindung                     |
| Werner Tiki Küstenmacher | Pfarrer                     | Simplify your life | Einfachheit, Lebensfreude         |
| Robert Kiyosaki          | Vertriebler                 | Rich Dad Poor Dad, Cashflow Quadrant                                                                                            | Erfolg, Reichtum                  |
| Peter Lauster            | Psychologe                  | Die Liebe: Psychologie eines Phänomens                                                                                          | Beziehung, Diverse                |
| Dan Millman              | Turner                      | Der Pfad des friedvollen Kriegers                                                                                               | Erfolg, Selbstfindung             |
| Bärbel Mohr              | Betriebswirtin, Redakteurin | Bestellungen beim Universum (1995)                                                                                              | Lebensfreude, Spiritualität       |
| Anthony Robbins          |                             | Grenzenlose Energie (1986) | Erfolg                            |
| Hans-Werner Rückert      |                             | Schluss mit dem ewigen Aufschieben (2011)                                                                                       | Zeitmanagement                    |
| Bodo Schäfer             |                             | Money - oder das 1x1 des Geldes                                                                                                 | Reichtum                          |
| Lothar J. Seiwert        | Wirtschaftswissenschaftler  | Mehr Zeit für das Wesentliche. So bestimmen Sie Ihre Erfolge selbst durch konsequente Zeitplanung und effektive Arbeitsmethodik | Einfachheit, Zeitmanagement       |
| Wallace Ward             | Chemiker                    | | Erfolg                            |
| Reto Wyss                | Sozialarbeit, Psychologie   | Schmerz lass nach: Chronische Schmerzen mit Klopfakupressur selbst behandeln                                                    | Stressmanagement, Schmerztherapie |
| Eva-Maria Zurhorst       | Journalistin, PR            | Liebe dich selbst und es ist egal, wen du heiratest                                                                             | Beziehung                         |
| Neil Strauss             | Journalist, Autor           | Die perfekte Masche | Pick-Up                           |
| Erik von Markovik        | Dating-Coach, Autor         | Wie Sie jede Frau rumkriegen: egal wie Sie aussehen                                                                             | Pick-Up                           |
| Roosh V                  | Autor                       | Bang: More Lays in 60 Days | Pick-Up                           |
| Kollegah                 | Rapper                      | Das ist Alpha! | Motivation, Erfolg                |
| Jordan Peterson          | Psychologe, Autor           | 12 Rules for Life | Selbstmanagement                  |

## Parodien
Ratgeberliteratur war häufig Gegenstand von Parodien. Der Autor, Designer und Konzeptkünstler Rafael Horzon lehnte sein erstes Buch Der dritte Weg (2002) an den Stil von Unternehmerratgebern an. Der Schriftsteller Heinz Strunk bezog sich in seiner Titanic-Kolumne Das Strunk-Prinzip auf Stil und Rhetorik von Motivations-Autoren wie Jürgen Höller. In der 2014 erschienenen Buchfassung seiner Kolumne werden in einer Bibliographie Verweise auf reale Werke der Ratgeberliteratur aufgeführt.